# Egill Skallagrímsson
Egill Skallagrimsson var en høvding fra Island i vikingetiden. Han blev født på Island omkring år 910 og døde ca. 990. Navnet er fundet stavet på forskellige måder, og andre stavemåder er "Egill Skallagrímsson", "Eigill Skallagrimsson", "Egill Skalla-Grímsson" eller "Egil Skallagrimsson" (Egill Skalla-Grímsson eller Egill Skallagrímsson er formerne på islandsk).
Egil Skallagrimsson var søn af Grim den Skaldede (oldislandsk Skalla-Grímr Kveldulfsson) og hovedperson i Bent Hallers omskrivning af sagaen "Skallgrims Søn". Udover at være en frygtet kriger var Egil også en dygtig skjald.

## Fodnote
1. ↑  Ofte betragtet som den største i den genre overhovedet, ikke mindst takket være sine digt Arinbjarnarkviða og det nok personligste digt fra den epoke, Sonatorrek, hvor han begræder sine sønners død. Selv uden disse kvad, ville hans øvrige bevarede digtning være nok til at give ham en forrang blandt de største islandsksprogede digtere. Det berømte digt, Höfuðlausn er af ringere lødighed, men takker sin berømmelse de omstændigheder, som sagaen tilskriver det – usandsynlige som de er. Men om det, se selve sagaen.